# Muziekpaviljoen
Het Muziekpaviljoen is een bedrijfsverzamelgebouw op het Media Park in de Nederlandse plaats Hilversum, gebouwd van 1962 tot 1966 oorspronkelijk als een gezamenlijke muziekbibliotheek en fonotheek voor de omroepverenigingen van de toenmalige Nederlandse Radio Unie. Het gebouw is ontworpen door architect Piet Elling. In 2010 kreeg het gebouw de status gemeentelijk monument.

## Geschiedenis
In 1951 kwamen de eerste plannen om een studiocomplex te bouwen voor radio. Hierdoor zou de oorspronkelijke naam van het Media Park Radio-City worden. Dit complex is de eerste in de reeks van nieuwe gebouwen die later het Omroepkwartier vormde. In het pand bevonden alle facilitaire middelen als radiostudio's, volledige eindcontrole-, beluister- en dirigentenkamers. Onder andere radiostation Hilversum 3, dat men nu kent als NPO 3FM, is hier opgericht. Ook Radionieuwsdienst ANP en andere radiostations waren hier gehuisvest.
Het Nederlands Omroepproductie Bedrijf (NOB) werd vanaf 1988 eigenaar van het radiogebouw na de wettelijke afsplitsing van de NOS, net als bij veel andere gebouwen op het NOS/NOB-terrein. In 1987 kwam het NOB met een nieuwe huisstĳl waar tevens de bewegwijzering op het gehele terrein en de gebouwen onder handen werden genomen. Alle gebouwen in het beheer van het NOB werden op een andere manier aangeduid. Het Muziekpaviljoen werd het "Audiocentrum". Dit was het eerste gebouw dat men tegenkwam als die het terrein opkwam, dus kreeg het ook de naam "Gebouw 1". En zo werd het Studiocentrum genummerd als Gebouw 2 en het Hoofdgebouw werd Gebouw 3.
In januari 2004 verhuisde 3FM naar de Peperbus en namen Kink FM en de Veronica Radioschool de studio's over. In 2008 vond een renovatie plaats om asbest in het pand te verwijderen. De straat waar dit gebouw aan grensde heette tot het najaar van 2013 de Audioweg. Sinds november 2013 werd de straatnaam veranderd naar de Frits Spitsstraat, ter ere van de veertig jarige carrière en het destĳds naderende afscheid van Frits Spits als programmamaker.

## Moord op Pim Fortuyn
Op 6 mei 2002 werd politicus Pim Fortuyn vermoord bĳ het verlaten van het pand, na een interview op 3FM in de aanloop naar de parlementsverkiezingen negen dagen later. Een herdenkingstegel is geplaatst op de plek van het misdrĳf.
Deze zelfde plek diende tevens als decor tijdens de opnames van de Nederlandse serie Het jaar van Fortuyn.

## Heden
Begin 2011 heeft er een grote verbouwing plaatsgevonden. De naam "Audiocentrum (gebouw 1)" heeft sindsdien geen functie meer. De gehele linkervleugel, het binnenterrein en gedeeltelijk de kelder werden afgebroken om een ruimere kelder te plaatsen waar regiewagens kunnen parkeren. Omdat het gebouw de status van gemeentelijk monument heeft gekregen in 2010, werden de gehele linkervleugel en het binnenterrein in de exacte staat teruggebouwd met hetzelfde bouwmateriaal. Vanaf september 2011 trokken de eerste nieuwe huurders in: EMG, Sony Music Entertainment, Make-A-Wish, Motionmakers en JINX Radio.